# Nansum
Nansum est un hameau qui fait partie de la commune de Delfzijl dans la province néerlandaise de Groningue.